# Phrynarachne mammillata
Phrynarachne mammillata là một loài nhện trong họ Thomisidae.
Loài này thuộc chi Phrynarachne. Phrynarachne mammillata được Da-xiang Song miêu tả năm 1990.